# گروفن
گروفن (به آلمانی: Groven) یک شهر در آلمان است که در دیمارشن واقع شده‌است. گروفن ۱۲۹ نفر جمعیت دارد.